# Chloroctenis gelasmoides
Chloroctenis gelasmoides är en fjärilsart som beskrevs av Claude Herbulot 1958. Chloroctenis gelasmoides ingår i släktet Chloroctenis och familjen mätare. Inga underarter finns listade i Catalogue of Life.